# バニリルアミン
バニリルアミン(Vanillylamine)は、カプサイシン生合成の中間体となる化合物である。バニリンアミノトランスフェラーゼの作用により、バニリンから合成される。その後、8-メチル-6-ノネン酸となり、カプサイシンシンターゼの作用により、カプサイシンとなる。

## 反応
ショッテン・バウマン反応によるアシル化で、アミド誘導体を得る。例として、ノニバミド（トウガラシスプレーの成分）、オルバニル、アルバニル等がある。